# Генерален план „Ост“
Генерален план „Ост“ (на немски: Generalplan Ost) е план на правителството на Германия по време на Втората световна война, за геноцид и етническо прочистване на обширни области в Източна Европа, в които да бъдат заселени етнически немци. Той се основава на концепцията на националсоциалистите за осигуряване на „жизнено пространство“ и на по-старата германска доктрина за „натиск на изток“.
Известни са няколко последователни варианта на плана, първите от тях създадени непосредствено след подялбата на Полша след Пакта „Молотов-Рибентроп“, а повчето детейлизирани през 1942 година. Основен елемент на всички варианти е масовото избиване на славянските народи, най-вече поляци и украинци, смятани за по-нисша раса. Планът е частично приведен в изпълнение, довеждайки до милиони убити чрез разстрели, глад, епидемии и принудителен труд, но пълното му завършване е оставено за след края на военните действия и е предотвратено от германското поражение във войната.
Генерален план „Ост“ – обширна програма за консолидиране на господството на нацистка Германия в Източна Европа; предвижда принудително изселване от територията на Полша и окупираните райони на СССР до 75 – 85 процента от населението и настаняването му в Северен Кавказ, Западен Сибир и Южна Америка. 
Този план за колонизация и германизация на източните територии е разработен въз основа на расовата доктрина и концепцията за „ жизнено пространство “ под егидата на райхсфюрера SS Хайнрих Химлер, който като райхскомисар за консолидирането на германския народ (нем.: Reichskommissar für die Festigung deutschen Volkstums, RKFDV) от есента на 1939 г. Той също така отговаря за въпросите на изселването, заселването и презаселването на изток. Планът е разработен за 30 години. Той трябва да започне изпълнението му след победата на Райха във войната срещу СССР.  Но още през 1943 г. развитието му е окончателно спряно. 

## Планиране
Идеята и името на Генералния план Ост се появяват най-вероятно през 1940 г. Инициаторът е Хайнрих Химлер, името може да се появи в някоя от службите му, най-вероятно в Главния офис на имперската сигурност (RSHA) и може би в отдела за планиране на комисаря на Райха за консолидацията на германския народ. По отношение на времето и пространството има две фази на развитие. „Близкият план“ засяга вече анексираните източни територии и е даден за изпълнение. „Далечният план“ е бил предназначен за цялото източно пространство.Кои отдели на SS – в съответствие със своите компетенции – са участвали в разработването на отделни части от плана, историците не са успели да установят точно. Те обаче успяват да проследят няколко следи, една от които, може би дори най-важната, води до III управление (Служба за сигурност (SD)) на Главното управление за сигурност на императора. Друга пътека води до отдел I (преселване и националност) и до отдел VI (планиране) на Генералния щаб на райхскомисаря за консолидацията на германския народ. Предполага се също, че Главният офис на SS по въпросите на расата и уреждането също е участвал в работата по Генералния план. Но най-важната роля играе Главното управление на императорската сигурност.
Обемна разработка, наречена „Генерален план Ост“ е извършена до края на 1941 г. в група III Б на Главно управление на императорската сигурност. Текстът на тази версия на плана е загубен, но съдържанието му е отразено в оцелелите критики на имперското министерство на източните окупирани територии . В един случай се говори за протокола от срещата, записан по памет на тема „Въпроси на германизацията“, на която присъстваха представители на службите на „Източното министерство“ и SS на 4 февруари 1942 г.  В друг случай става дума за подробна бележка от 27 април 1942 г. „Забележки и предложения към общия план на Ost Reichsführer SS“, която е специално посветена на концепцията за Главното управление на сигурността на Райха. Автор на документите и в двата случая е началникът на расово-политическия отдел на Източното министерство д-р Ерхард Ветцел. 
Запазен е и меморандумът на SS Oberführer професор Конрад Майер „Генерален план Ост – правните, икономически и териториални основи на строителството на Изток“ от 28 май 1942 г. Прикачен от американците към материалите от разследването на случая Майер, той се оказва дълго време недостъпен за германските историци, които обаче знаят за неговото съществуване и съдържание.  Впоследствие документът е прехвърлен в германския федерален архив. През 2009 г. е публикуван изцяло на уебсайта на Хумболтовия университет в Берлин (Факултет по земеделие и градинарство).

## Разработени варианти на генералния план „Ост“
„Генералният план Ost“ е набор от документи за заселването на „източните територии“ (Полша и Съветския съюз) в случай на германска победа във войната. Групата за планиране III B на службата за планиране на Главния щаб на RKFDV разработва следните документи:
Документ 1: „Основи на планирането“, създаден през май 1940 г. от службата за планиране RKFDV (обем: 21 страници). Съдържание: Описание на мащаба на планираната източна колонизация в Западна Прусия и Фартеланд. Площта на колонизация е трябвало да бъде 87 600 km², от които 59 000 km² са земеделска земя. На тази територия трябва да бъдат създадени около 100 000 селищни стопанства от по 29 хектара. Планирано е да се преселят на тази територия около 4,3 милиона германци; от тях 3,15 милиона в селските райони и 1,15 милиона в градовете. В същото време 560 000 евреи (100% от населението на региона на тази националност ) и 3,4 милиона поляци (44% от населението на региона на тази националност) трябва да бъдат постепенно елиминирани. Разходите за изпълнение на тези планове не са оценени.
Документ 2: Материали за доклада „Колонизация“, разработен през декември 1940 г. от плановата служба на РКФДВ (том 5 стр.). Съдържание: Основна статия към „Изискване на територии за принудително преселване от Стария райх “ със специфично изискване за 130 000 km² земя за 480 000 нови жизнеспособни селищни ферми от 25 хектара всяка, както и допълнителни 40% от територията за горско стопанство, за нуждите на армията и резервните райони във Фартеланд и Полша .

## Документи, създадени след нападението срещу СССР на 22 юни 1941 г.
Документ 3 (изчезнал, точното съдържание не е известно): „Генерален план Ost“, разработен през юли 1941 г. от службата за планиране RKFDV . Съдържание: Описание на мащаба на планираната източна колонизация в СССР, с границите на конкретни райони на колонизация.
Документ 4 (изчезнал, точното съдържание не е известно): „Генерален план Ost“, разработен през декември 1941 г. от групата за планиране lll B RSHA . Съдържание: Описание на мащаба на планираната източна колонизация в СССР и генерал-губернаторството с конкретните граници на отделните населени места.
Документ 5: „Генерален план Ost“, изготвен през май 1942 г. от Института за земеделие и политика на Берлинския университет „Фридрих Вилхелм“ (запазени 103 страници). 
Съдържание: Описание на мащаба на планираната източна колонизация в СССР с конкретните граници на отделните населени места. Зоната на колонизация трябваше да обхване 364 231 km², включително 36 крепости и три административни района в региона на Ленинград, Херсонско – Кримска област и в района на Белисток. В този случай трябваше да се появят селищни ферми с площ от 40 – 100 хектара, както и големи земеделски предприятия с площ от най-малко 250 хектара. Необходимият брой германски заселници беше оценен на 5,65 млн. Разходите за изпълнение на плана са оценени на 66,6 милиарда райхсмарки. Американският трибунал установи, че Конрад Майер е разработил Masterplan Ost в съответствие със задълженията си като ръководител на отдела за планиране, а самият план не предвижда извършването на каквито и да било престъпления.
Документ 6: „Общ план на колонизацията“ (на немски: Generalsiedlungsplan ), създаден през септември 1942 г. от плановата служба RKFDV (обем: 200 страници, включително 25 карти и таблици).
Съдържание: Описание на мащаба на планираната колонизация на всички предвидени за това територии с конкретни граници на отделни селищни райони. Регионът трябва да покрие площ от 330 000 km² с 360 100 ферми. Необходимият брой мигранти се оценява на 12,21 милиона души (от които 2,859 милиона са селяни и заети в горското стопанство). Планираната за заселване зона трябва да бъде изчистена от приблизително 30,8 милиона души. Разходите за изпълнение на плана са оценени на 144 милиарда райхсмарки.
Окончателната версия на „Генералния план Ost“ под формата на единен документ не съществува.